# Episodi di DuckTales (serie animata 2017) (seconda stagione)
La seconda stagione della serie animata DuckTales, composta da venticinque episodi, è stata trasmessa negli Stati Uniti d'America dal 20 ottobre 2018 al 12 settembre 2019 su Disney XD.
In Italia è andata in onda dal 6 luglio 2019 al 2 febbraio 2020 su Disney Channel.
| nº (assoluto) | nº (stagione) | Titolo originale                       | Titolo italiano                          | Prima TV USA      | Prima TV Italia  |
| ------------- | ------------- | -------------------------------------- | ---------------------------------------- | ----------------- | ---------------- |
| 26            | 1             | The Most Dangerous Game... Night!      | La pericolosa partita... serale!         | 20 ottobre 2018   | 6 luglio 2019    |
| 27            | 2             | The Depths of Cousin Fethry!           | Gli abissi del cugino Paperoga           | 27 ottobre 2018   | 7 luglio 2019    |
| 28            | 3             | The Ballad of Duke Baloney             | La Ballata di Duke Salame                | 3 novembre 2018   | 13 luglio 2019   |
| 29            | 4             | The Town Where Everyone Was Nice!      | La città del popolo felice               | 10 novembre 2018  | 14 luglio 2019   |
| 30            | 5             | Storkules in Duckburg!                 | Cicognercole a Paperopoli!               | 17 novembre 2018  | 20 luglio 2019   |
| 31            | 6             | Last Christmas!                        | Natale in famiglia                       | 1 dicembre 2018   | 21 luglio 2019   |
| 32            | 7             | What Ever Happened To Della Duck?!     | Che fine ha fatto Della Duck?            | 9 marzo 2019      | 27 luglio 2019   |
| 33            | 8             | Friendship Hates Magic!                | Amiche del cuore!                        | 15 maggio 2019    | 18 agosto 2019   |
| 34            | 9             | Treasure of the Found Lamp!            | Alla ricerca della lampada ritrovata!    | 7 maggio 2019     | 28 luglio 2019   |
| 35            | 10            | The Outlaw Scrooge McDuck!             | Paperone contro Rockerduck               | 8 maggio 2019     | 3 agosto 2019    |
| 36            | 11            | The 87 Cent Solution!                  | Il mistero degli 87 centesimi!           | 9 maggio 2019     | 4 agosto 2019    |
| 37            | 12            | The Golden Spear!                      | La Lancia d'Oro                          | 10 maggio 2019    | 10 agosto 2019   |
| 38            | 13            | Nothing Can Stop Della Duck!           | Nulla può fermare Della Duck             | 13 maggio 2019    | 11 agosto 2019   |
| 39            | 14            | Raiders of the Doomsday Vault!         | I predatori del Deposito dell'Apocalisse | 14 maggio 2019    | 17 agosto 2019   |
| 40            | 15            | The Dangerous Chemistry of Gandra Dee! | La formula di Gandra Dee                 | 16 maggio 2019    | 24 agosto 2019   |
| 41            | 16            | The Duck Knight Returns!               | Il ritorno di Darkwing Duck              | 17 maggio 2019    | 25 agosto 2019   |
| 42            | 17            | Happy Birthday, Doofus Drake!          | Buon compleanno, Tonty!                  | 4 settembre 2019  | 11 gennaio 2020  |
| 43            | 18            | What Ever Happened to Donald Duck?!    | Che fine ha fatto Paperino?!             | 3 settembre 2019  | 12 gennaio 2020  |
| 44            | 19            | A Nightmare on Killmotor Hill!         | Un sogno misterioso                      | 5 settembre 2019  | 18 gennaio 2020  |
| 45            | 20            | The Golden Armory of Cornelius Coot!   | Un'avventura leggendaria                 | 6 settembre 2019  | 19 gennaio 2020  |
| 46            | 21            | Timephoon!                             | Tempesta temporale                       | 9 settembre 2019  | 25 gennaio 2020  |
| 47            | 22            | GlomTales!                             | Scontro tra famiglie                     | 10 settembre 2019 | 26 gennaio 2020  |
| 48            | 23            | The Richest Duck in the World!         | Il papero più ricco del mondo!           | 11 settembre 2019 | 1º febbraio 2020 |
| 49            | 24            | Moonvasion!: Part 1                    | Invasione lunare! - Prima parte          | 12 settembre 2019 | 2 febbraio 2020  |
| 50            | 25            | Moonvasion!: Part 2                    | Invasione lunare! - Seconda parte        | 12 settembre 2019 | 2 febbraio 2020  |

## La pericolosa partita... serale!
- Titolo originale: The Most Dangerous Game... Night!
- Soggetto: Francisco Angones, Madison Bateman, Colleen Evanson, Christian Magalhaes, Bob Snow
- Sceneggiatura: Francisco Angones
- Regia: Tanner Johnson

### Trama
Stanco di partecipare in continuazione ad avventure pericolose, Qua convince Paperone a una serata tranquilla a giocare, inconsapevole che Paperone prende molto seriamente e molto competitivamente i giochi in famiglia. Archimede giunge con una sua nuova invenzione che rimpicciolisce le cose, ma nel tentativo di farlo tacere, Qua e Qui lo rimpiccioliscono assieme a Jet. Approfittando della distrazione di Qua e Qui, alcune mosche prendono il marchingegno, e rimpiccioliscono Paperone, Quo e Gaia, e vengono catturati da dei mini-guerrieri samurai, che hanno catturato anche Jet e Archimede. Con un ingegnoso piano, Qua e Qui riescono a salvare i loro amici, e distruggono il marchingegno, ritenendolo troppo pericoloso. Dopodiché Qua viene chiamato da Paperone, che lo rimprovera, per aver causato molti guai, ma allo stesso si accorge che forse non avranno in comune la passione per le avventure, ma sa riconoscere in lui delle doti di finanziatore e gli da una spinta nel tentare di crearsi una sua società: la Qua Inc.

## Gli abissi del cugino Paperoga
- Titolo originale: The Dephts of Cousin Fethry!
- Soggetto: Francisco Angones, Madison Bateman, Colleen Evanson, Christian Magalhaes, Bob Snow
- Sceneggiatura: Christian Magalhaes
- Regia: Matthew Humphreys

### Trama
Paperone riceve la telefonata da parte del cugino di Paperino: Paperoga, colui che si occupa del suo laboratorio oceanico. Paperone si rifiuta di rispondere poiché Paperoga li trascina sempre a compiere cose pericolose e avventurose, motivo per cui l'hanno confinato in mezzo all'oceano. Interessati dal suo lavoro, Qui e Quo partono con Jet alla volta del laboratorio di Paperoga. Una volta conosciuto il loro zio, però, Qui e Quo notano che non è così sveglio e la solitudine gli ha fatto qualche scherzetto alla testa, ma si devono ricredere quando scoprono che Paperoga fa da guardiano a un progetto segreto di Paperone: una città sottomarina. I ragazzi scoprono così che Paperoga non è uno degli scienziati, capendo che la sua eccentricità era stato il motivo per cui era stato allontanato da Paperone per i precedenti quattro anni. Proprio allora, il trio viene attaccato da un gigantesco mostro. Scappando, Paperoga riconosce nel mostro uno dei suoi krill di compagnia, ingigantitosi per via degli agenti chimici dei geyser. Qui, seguendo le istruzioni di Paperoga, decide di parlarle gentilmente, calmandola. Riconoscendo il suo amico, il krill li riporta in superficie da Jet. Paperoga, felice di essere stato scambiato per una persona di alto ingegno dai suoi nipoti, decide di diventare uno scienziato e parte verso il continente, mentre Qui, Quo e Jet cercano una giustificazione per aver rubato il sottomarino, decidendo di incolpare Qua.

## La Ballata di Duke Salame
- Titolo originale: The Ballad of Duke Baloney!
- Soggetto: Francisco Angones, Madison Bateman, Colleen Evanson, Christian Magalhaes, Bob Snow
- Sceneggiatura: Colleen Evanson
- Regia: Jason Zurek

### Trama
Mentre Amelia stava raggruppando tutte le ombre dei Paperopolesi, nel finale della prima stagione, Cuordipietra Famedoro aveva cercato di trattenere la propria ombra, venendo però scaraventato in mare da essa. Il giorno dopo, due pescatori, Pescatora e Fisher, lo avevano recuperato privo di memoria, ma con il carattere irascibile intatto. Sono passati quattro mesi e di Famedoro nessuna traccia, quindi, la direzione delle sue industrie passa a Zan Gufenson, la sua bonaria e studiosa segretaria. La Gufenson, inoltre, ne ha approfittato per dare buon nome alle industrie mettendosi pure in società con le industrie de' Paperoni. Intanto, Gaia e Qua si godono una meritata pausa presso il distretto dei pescatori della città, dove incontrano Famedoro, il quale sfoggia una barba nuova e un nome diverso: Duke Salame. Gaia comprende che Famedoro è affetto da amnesia mentre Qua pensa si tratti di un trucco per fregare loro e zio Paperone, ma per quanto i due cerchino di fargli ricordare, questi non crede di essere un perduto milionario, nonostante inizi a provare innato odio verso le barche di de' Paperoni. Neanche la visita di Paperone in persona riaccende la sua vera identità, e Paperone decide di lasciarlo così, felice e tranquillo. Più tardi, però, Duke sbatte la testa. La memoria lo riporta a molti anni fa, a Johannesburg in Sudafrica, dove un giovane Duke cercava di incominciare la sua attività di lustrascarpe, ottenendo come primo cliente proprio Paperon de’ Paperoni. Dopo una simpatica chiacchierata, per cercare di infondere gli stessi sentimenti che aveva provato quando ottenne la sua Numero Uno, Paperone gli dona 10 centesimi americani. Purtroppo, però, Duke lo ritiene una truffa e gli ruba di nascosto un mazzetto di soldi e, con tali soldi, si trasforma in tutto per tutto, dai vestiti all'accento, in un ricco e superiore ricco scozzese per surclassarlo. La memoria ritorna a Famedoro e, recuperate le sue vesti, ritorna alla sua azienda. Per assicurarsi di non essere più dimenticato, sfida Paperone ad accumulare più denaro entro la fine dell'anno e il vincitore avrà tutte le proprietà dell'altro. All'inizio, Paperone rifiuta la sfida, ma Famedoro gli mostra il fermaglio del mazzetto di soldi che gli rubò anni fa, scatenando la sua ira e dandogli un valido motivo per accettare la sfida.

## La città del popolo felice
- Titolo originale: The Town Where Everyone Was Nice!
- Soggetto: Francisco Angones, Madison Bateman, Colleen Evanson, Christian Magalhaes, Bob Snow
- Sceneggiatura: Madison Bateman
- Regia: Tanner Johnson

### Trama
I Paperi arrivano in una cittadella brasiliana, dove si sta celebrando la Festa dei Fiori, in onore della fioritura della Drosera occidendum, un'enorme pianta grassa, unica della sua specie, che sta al centro della città, che Gaia scopre essere il simbolo dell'ultima cosa rimasta illesa dopo il massacro della città originale da parte dei conquistadores. Paperino è il più emozionato per la gita: le loro guide saranno i suoi vecchi compagni di college, con cui aveva formato un band chiamata "I tre caballeros": José Carioca e Panchito Pistoles. L'incontro però, da sogno diventa incubo: José e Panchito infatti hanno fatto carriera ed entrambi vogliono sapere cosa è diventato Paperino, il quale teme di fare una bruttissima figura davanti ai suoi migliori amici. Non volendo fargli fare brutta figura, Qui e Paperone decidono di supportare Paperino nel mentire ai suoi amici, peccato che la bugia è un po' troppo enorme: Paperino si spaccia per il nuovo proprietario delle industrie de' Paperoni, e che lo zio è "in pensione". I tre, dopo aver riacceso la scintilla, decidono di riformare la band e partire in tour. Gaia, intanto, scopre che i cittadini sorridenti sono tutti molto strani, scoprendo grazie alle foto di Qua e Quo che i cittadini sono tutti burattini di dimensioni reali, controllate dai rami della Drosera, il quale non è una pianta commemorativa, ma una pianta carnivora lasciata dai conquistadores. Mentre Paperone e i ragazzi tentano di fuggire dalla città, Paperino cerca di avvertire i suoi amici di lasciar stare l'esibizione, ma i due sono convinti che i soldi gli abbiano dato alla testa, costringendo Paperino a svelare la verità. Anche i due ammettono di aver mentito e di aver ingigantito di molto la verità. Perdonatisi, i tre caballeros attaccano con la loro stessa musica: la musica alta distrae la pianta e la voce di Paperino la uccide. Mentre i Paperi e le loro guide fanno ritorno a Paperopoli, i tre decidono comunque di prendere in considerazione di riunire la band.

## Cicognercole a Paperopoli!
- Titolo originale: Storkules in Duckburg!
- Soggetto: Francisco Angones, Madison Bateman, Colleen Evanson, Christian Magalhaes, Bob Snow
- Sceneggiatura: Bob Snow
- Regia: Matthew Humphreys

### Trama
Qua vuole che Paperone finanzi la Qua Inc., ma lo zione rifiuta, sia per la scommessa con Famedoro e sia per il fatto che Qua non sta creando un'industria che risolva qualcosa. Intanto, Paperino, per sistemare le sue finanze, ha messo in affitto la sua casa galleggiante come multiproprietà e, con sua sorpresa, Cicognercole è il suo affittuario. Avendo attirato ad Itaquack uno stormo di arpie con il suo mandolino, il semidio è stato bandito da suo padre finché non si sarebbe comportato da adulto responsabile, decidendo di seguire l'esempio della sua figura di responsabilità: Paperino. Le arpie, intanto, hanno seguito Cicognercole a Paperopoli, ma egli riesce a scacciarle. La loro lotta, attira la Qua Inc., che decide di assumere Cicognercole come cacciatore di arpie a pagamento, cosa alquanto facile, in quanto le arpie rubano ciò che la gente ama di più, facendo sì che la gente paghi un sacco per il servizio. Almeno finché tutte le arpie non vengono catturate e Qua spende tutti i fondi nel merchandising. Preoccupato che Cicognercole non riesca a pagare l'affitto, Qua cerca di liberare le arpie nascoste nello sgabuzzino della casa galleggiante di Paperino, ma rinuncia per non deludere Cicognercole e gli rivela tutto, scoprendo che anche l'eroe era venuto per lo stesso motivo. Paperino apre lo sgabuzzino, liberando le arpie che lo rapiscono a sua volta, in quanto capiscono che la sua amicizia è ciò che Cicognercole ama di più. Cicognercole e Qua, tuttavia, salvano Paperino, sacrificando il merchandising della Qua Inc. per attirare le arpie verso terra. Arrivati a casa, Paperone rivela che Qua, anche se non ha fatto progressi, gli ha suggerito di aprire una fabbrica di limonate con i limoni di Cape Suzette, ma non ha trovato un modo per portare alla città portuale i limoni tipici a Paperopoli. Gaia, che aveva fatto esperimenti sulle arpie, scopre che i limoni sono i frutti che piacciono alle arpie, costringendole ad accettare ordini da chiunque ne possieda tante.

## Natale in famiglia
- Titolo originale: Last Christmas!
- Soggetto: Francisco Angones, Madison Bateman, Colleen Evanson, Christian Magalhaes, Bob Snow
- Sceneggiatura: Francisco Angones
- Regia: Jason Zurek

### Trama
Paperone non è mai andato d'accordo con il Natale, tanto più che è riuscito a inimicarsi lo stesso Babbo Natale, e odia ogni decorazione e tradizione di questa festa. Anche Quo è di pessimo umore, in quanto sua madre non è con loro a festeggiare il natale in famiglia. Affacciatosi alla finestra, però, Quo vede delle strane luci provenire dalla camera di Paperone e va investigare, scoprendo lo zio festeggiare con i tre spiriti di Natale. I tre dovevano originariamente visitare un altro avaro inglese bisbetico ma si sono affezionati allo spirito festaiolo di Paperone, al punto che ogni Natale lo portano in giro per la storia a godersi le feste altrui con l'ombrello di Passato. Quo, fingendo di andarsene, si aggrappa di nascosto al mantello di Futuro e naufraga nel passato dopo aver mollato la presa.
Gli spiriti portano Paperone a quasi quarant'anni fa, a una delle feste di Villa de' Paperone, dove il Paperone del presente si ritrova a compiere anche le mansioni del sé stesso passato non riuscendo a parlare con Doretta, perdendosi in chiacchiere con i Buzzard e non riuscendo a fermare un attacco dei Bassotti, capeggiati da Nonno Bass. Per farsi perdonare, lo Spirito del Natale Passato, porta Paperone al suo primo Natale a Paperopoli, senza doversi preoccupare di nessuno e nient'altro. Tuttavia, la solitudine fa capire a Paperone di dover tornare a casa e passare il Natale con la famiglia e chiede di tornare indietro, ma lo Spirito si rifiuta poiché a lui viene sempre dato il compito più ingrato di mostrare il passato a vecchi avari che non si fanno più rivedere, differentemente da Paperone che è l'unico dei suoi clienti ad aver chiesto di ritornare nel passato, almeno finché i nipotini non sono entrati nella sua vita. Paperone, tuttavia, riesce a prendere l'ombrello dello spirito e a fuggirgli, lasciandolo nel passato.
Intanto Quo si ritrova a circa trent'anni fa a Villa de Paperoni, dove incontra un giovane Paperino che sta passando da solo la vigilia, incurante che la sorella lo stia aspettando in giardino per aiutarlo a tendere trappole a Babbo Natale. Quo, volendo rivedere la madre e spacciandosi per un lontano cugino, spinge Paperino a raggiungerla. Sulla strada, i due vengono inseguiti da un mostro e cascano in una trappola di Della. La paperotta riconosce nel mostro un Windigo, un mostro creato dalla rabbia e la disperazione di un'anima perduta. Della che decide di salvare il fratello e il "cugino" non appena Paperino si scuserà per averla lasciata da sola a Natale, si coalizza con loro e sconfiggono il Windigo. Tornati alla villa, Della rivela di sapere che Quo non è un loro cugino ma uno che viene dal futuro, scoperto, Quo dice a loro cosa succederà nel futuro, ma i due lo fermano per non creare un paradosso. Proprio allora, arriva il Paperone del presente con Presente e Futuro che riportano Quo e il Windigo, che si rivela essere Passato, nel presente a festeggiare con tutti quanti gli abitanti di Villa de Paperoni.
Sulla Luna, anche Della fa gli auguri ai suoi parenti continuando a riparare la sua nave.

## Che fine ha fatto Della Duck?
- Titolo originale: What Ever Happened To Della Duck
- Soggetto: Francisco Angones, Madison Bateman, Colleen Evanson, Christian Magalhaes, Bob Snow
- Sceneggiatura: Madison Bateman, Colleen Evanson
- Regia: Tanner Johnson

### Trama
Dopo essere partita con la Lancia di Selene nello spazio, Della segue le indicazioni di Paperone per rientrare passando per una tempesta cosmica, ma questa la fa naufragare sulla Luna. Rimasta con una gamba incastrata sotto i detriti dell'astronave, e con il casco di ossigeno rotto, Della fa in tempo a prendere delle gomme da masticare all'ossigeno create da Archimede, risolvendo il problema della respirazione e rimanendo così anche nutrita e idratata, ma perde la gamba, tranciata dal tubo del reattore, e si costruisce una protesi con i pezzi della Lancia di Selene. Due mesi dopo dallo schianto, Della riesce sembra riuscire a riparare i sistemi di comunicazione e lancia un SOS alla Terra, dicendo di essere sopravvissuta senza problemi ma non riuscendo a lasciare il satellite con altrettanta facilità. Tuttavia, Della non è sola sulla Luna: a "tenerle compagnia" c'è anche un gigantesco acaro lunare che tenta quotidianamente di attaccarla, senza successo.
Nove mesi dopo dallo schianto, Della non ha ancora ricevuto risposta dal suo SOS e, con il suo Manuale delle Giovani Marmotte, scrive quindi un messaggio sul cratere lunare, ma l'acaro lo distrugge e scappa via, quindi, non avendo abbastanza detriti per scrivere SOS, Della crea un simbolo che attirerà l'attenzione di Paperone: un dollaro.
Un anno dopo lo schianto, una navicella di ricerca di Paperone sorvola la Luna, ma non vede il simbolo di Della, poiché oscurato da una nuvola di polvere creata da una lotta con l'acaro, che lascia Della appena la navetta si allontana. Della prova così un nuovo piano: ricostruire la Lancia di Selene.
Sei anni dopo dallo schianto, la navicella viene ricostruita del tutto, ma al momento del lancio, Della scopre la fregatura: l'astronave è alimentata dall'oro. Molto irritata da questa scoperta, ma non arrendendosi, Della parte alla ricerca di quanto oro possibile per tutta la superficie lunare.
Dieci anni dopo dallo schianto, le ricerche dell'oro non hanno portato ad alcun risultato. Tuttavia, mentre Della è frustrata dalla situazione attuale e mastica le gomme di Archimede, le cade un molare d'oro. Felice di scoprire che finalmente potrà lasciare la Luna. Della corre all'astronave, ma l'acaro ricompare, distrugge la navetta e, attirata dal dente d'oro, attacca Della per averlo. Proprio in quel momento, Della viene salvata due alieni militari della Luna: il Generale Lunaris e la comandante Penumbra. Approfittando della distrazione, l'acaro ruba l'astronave e scompare sotto il suolo con essa. I due alieni dicono di essere sulle tracce del mostro da tre cicli, in quanto ha creato problemi anche alla loro gente. Inseguendola, i tre raggiungono la bestia nel suo antro. Durante la lotta esce il piccoletto dell'acaro affamato, la madre, quindi, rinuncia alla lotta e corre a nutrire il piccolo con il metallo. Capendo che il mostro sta lottando per suo figlio come lei sta lottando per i suoi, Della cede il suo dente d'oro al piccolo, al quale canta una ninna-nanna. Sfamati, i due acari lasciando Della e se ne vanno nelle profondità del satellite. Per ringraziare Della di aver pacificato il mostro, Lunaris le offre ospitalità a Tranquillità, la loro cittadella nascosto nel lato oscuro della Luna e completamente fatta d'oro. Felice di avere dell'altro carburante, Della si precipita a riparare la navetta, mentre gli alieni incominciano a metterle da parte del carburante. Tuttavia, Penumbra continua a nutrire dei dubbi su Della, credendola una spia.

## Amiche del cuore!
- Titolo originale: Friendship Hates Magic!
- Soggetto: Francisco Angones, Madison Bateman, Colleen Evanson, Christian Magalhaes, Bob Snow, Rachel Vine
- Sceneggiatura: Rachel Vine
- Regia: Matthew Humphreys

### Trama
Mentre va in biblioteca a restituire un libro, Gaia incontra una ragazza di nome Violet con i suoi stessi interessi per l'occulto, con il quale inizia a fare amicizia, tanto che Gaia decide di invitarla alla Villa. Nel frattempo Lena, che vive ancora nell'ombra di Gaia, trova nello zaino di Violet il suo amuleto, e comincia ad avere dei dubbi sulla ragazza, credendola perfida come Amelia, perciò, Lena comincia a inseguire Gaia e Violet, ma quest'ultima, scambiandola per uno spettro utilizza il potere dell'amuleto per far sparire Lena. Gaia vede brevemente Lena, e scopre dell'amuleto ordinando a Violet di dirle dove l'ha preso. Violet afferma così che ha sempre vissuto seguendo logica e prove scientifiche a tutto, ma dopo l'attacco di Amelia il suo mondo crollò, poi trovò lo scettro della fattucchiera, che era tornato alla forma di un amuleto e se lo era tenuto per sé. Inoltre anche la sua vicinanza a Gaia non è casuale: essendo la sua famiglia al centro di numerosi strani avvenimenti, se l'è fatta amica per scoprire di più sul mondo innaturale. Capendo la verità, Gaia e Violet seguono un rituale per riportare Lena, che appare nel loro piano dimensionale, ma accidentalmente hanno evocato dei copie di Lena, simbolo della sua gelosia, che rapiscono Gaia. Lena e Violet organizzano così un altro rituale, salvando Gaia e annientando i fantasmi e Lena ritorna in carne e ossa.

## Alla ricerca della lampada ritrovata!
- Titolo originale: Treasure of the Found Lamp!
- Soggetto: Francisco Angones, Madison Bateman, Colleen Evanson, Christian Magalhaes, Bob Snow
- Sceneggiatura: Christian Magalhaes
- Regia: Jason Zurek

### Trama
Un abile predone arabo di nome Djinn giunge a Villa de Paperoni per chiedere indietro la lampada che appartiene da secoli alla sua famiglia: la Lampada del primo Genio. Purtroppo, Paperone non riesce più a ritrovare quell'artefatto: Qua l'ha venduta a una vendita in giardino. Paperone e Qua cercano di guadagnare tempo dicendo a Djinn che la lampada è stata rubata da un dio di Itaquack. Spiegato tutto ai ragazzi, Paperone decide che lui e Gaia terranno occupato il predone con delle trappole e delle sfide a Itaquack, mentre i nipotini cercheranno il compratore e la riprenderanno. I nipotini si ritrovano a dover fare il giro di Paperopoli alla ricerca della lampada, in quanto Qua ha affidato la vendita in giardino ad Archie, che ha venduto la lampada a Gastone, che l'ha scambiata a Tonty per un dirigibile, che l'ha buttata dopo averla usata come bottiglia per sciroppo e ora è nelle mani dei Bassotti. Dopo che Selene riesce a rimandare Djinn a Paperopoli, con la scusa che la Lampada le è stata rubata da Mamma Bass, i paperi e il predone giungono alla discarica, dove Djinn scopre da Ma' che la Lampada non è stata rubata ma buttata. Djinn non se la prende e, con l'aiuto dei paperi, ritrova la Lampada e sbaraglia l'intera Banda Bassotti. Mamma Bass riesce a prendere la Lampada ma scopre che non è magica: Djinn rivela che infatti che la Lampada è preziosa perché era la casa del suo antenato e la voleva riottenere come suo regalo di compleanno. Dopo aver festeggiato tutti assieme il compleanno di Djinn, Paperone prende atto che il tesoro più importante è celato nelle storie che essi portano, decide di aprire un museo in cui tutti i suoi artefatti possano essere esposti con targhe narranti le loro storie.

## Paperone contro Rockerduck
- Titolo originale: The Outlaw Scrooge McDuck!
- Soggetto: Francisco Angones, Madison Bateman, Colleen Evanson, Christian Magalhaes, Bob Snow
- Sceneggiatura: Christian Magalhaes
- Regia: Tanner Johnson

### Trama
Notando la pigrizia di Qua nel rinunciare al primo ostacolo con la Qua Inc., Paperone gli racconta di come una volta non si era dato per sconfitto, sebbene la vittoria era ormai fuori portata: arrivato a Gumption, all'epoca della corsa all'oro nel Far West, Paperone si mette alla ricerca di una pepita usando nient'altro che il suo fiuto. Lo sceriffo del posto (avo di Fenton) gli comunica quindi che un riccone di città sarà di passaggio e che sarà indetta un'assemblea cittadina in suo onore e vorrebbe che anche i due cercatori della città partecipassero. Con gran sorpresa di Paperone, questi scopre che l'altro cercatore è Doretta, che l'ha seguito per ingannarlo. Dopo aver lavorato per tutta la notte, i due riescono a raggiungere la vena d'oro, composta da un'enorme pepita, ma qualcuno, dalla superficie, la estrae. Il responsabile si rivela essere il riccone di città, nonché neo proprietario di Gumption: John D. Rockerduck. Dopo un piccolo battibecco, i due minatori sono messi in cella, mentre Rockerduck si prende la pepita. In cella, i due incontrano Archimede, finito nel passato per colpa di una macchina del tempo. Lo sceriffo spiega ai prigionieri che Rockerduck è tornato in città con la pepita per comprare materiali per rimodernare la città, ma Archimede rivela che Rockerduck è passato alla storia per aver truffato molta gente del Far West. Per fermarlo, Paperone si allea con Doretta, lo sceriffo e Archimede e insieme, riescono a raggirare Rockerduck e a riprendersi la pepita gigante con grande aiuto da parte dello sceriffo che finisce con l'avere un'armatura molto simile a Robopap. L'armatura esplode vicino a un fiume, mandando in frantumi la Pepita che torna con la corrente in città pronta per essere ripresa con i setacci, salvando così l'economia della città. Archimede ritorna nel presente con una vasca da bagno temporale (proprio davanti a Paperone e Qua) e Qua, imparando la morale sbagliata, si mette a contattare Doretta per insegnarli i metodi di guadagno facili.

## Il mistero degli 87 centesimi!
- Titolo originale: The 87 Cent Solution!
- Soggetto: Francisco Angones, Madison Bateman,vColleen Evanson, Christian Magalhaes, Bob Snow
- Sceneggiatura: Bob Snow
- Regia: Matthew Humphreys

### Trama
Famedoro, troppo preso dal battere Paperone alla sfida, viene obbligato da Zan, ora sua segretaria, a incominciare a comportarsi come Paperone e guadagnare onestamente, invece che ricorrere a fallimentari piani malvagi. Paperone, intanto, scopre di essere stato derubato e chiede a chiunque di venire al deposito per degli interrogatori. I nipoti e gli altri dipendenti di Paperone fanno delle indagini, scoprendo che il denaro scomparso ammonta a 87 centesimi. Mentre i ragazzi contano il denaro per assicurarsi che non si tratti di un errore di calcolo, Qui scopre che Paperone è affetto dalla Febbre dell'oro, che lo manda in paranoia, facendogli sigillare il Deposito con tutti dentro e promettere una taglia di 2 milioni di dollari a chi ritroverà quegli 87 centesimi. Dopo che però Quo rischia di essere ucciso per colpa di Paperone, i ragazzi non hanno scelta che cercare di portare lo zio alla realtà, ma questi, infischiandosene di essere malato, si butta nel suo vascone di monete. Poche ore dopo, segue la notizia che Paperone è deceduto. Al funerale, al quale giunge il gongolante Famedoro, questi rivela di essere il responsabile della sua morte, usando un orologio blocca-tempo preso al deposito durante una sua visita, Famedoro ne aveva approfittato per mandare in paranoia Paperone con una falsa malattia. Paperone, allora, rivela di essere ancora vivo e che è riuscito a capire all'ultimo del piano di Famedoro e, ripresosi l'orologio e gli 87 centesimi, Paperone torna ai suoi affari vantandosi pure del fatto che lui è più bravo di Famedoro pure nel comportarsi da pazzo.

## La Lancia d'Oro
- Titolo originale: The Golden Spear!
- Soggetto: Francisco Angones, Madison Bateman, Colleen Evanson, Christian Magalhaes, Bob Snow
- Sceneggiatura: Bob Snow
- Regia: Jason Zurek

### Trama
Della, ancora confinata sulla Luna, sta ancora lavorando senza riposo alla Lancia di Selene, mentre l'aliena Penumbra, ancora diffidente nei suoi confronti, la tiene d'occhio a distanza. Per poter appianare i rapporti tra le due, il capitano di Penumbra le ordina di ospitare Della per i prossimi giorni a casa sua. Penumbra però non intende abbassare la guardia, anzi, si infuria ancor più quando scopre che la sua gente la sta aiutando a finire la navetta, come segno di gratitudine per averli liberati dall'acaro, e la rabbia non tende a sparire quando i lunari si interessano alle curiose e interessanti usanze della Terra. Quando la Lancia di Selene è ormai completa, Penumbra commenta ai suoi concittadini il perché non possono andare anche loro sulla Terra, se la trovano così bella. Di principio, Della non può farlo data la poca capienza, ma si promette di portarli tutti sulla Terra comunque. Penumbra, si arrende, notando anche che la sua preoccupazione è infondata, ma tanto per essere sicura, attiva la sequenza di lancio del razzo, obbligando Della a partire da sola, ma il capitano Lunaris giunge le chiede di passargli i progetti della nave, così potrà comunque tener fede alla promessa e, più tardi, i lunari la raggiungeranno su un'altra navetta. Come Della parte, il Generale Lunaris si autolesiona, rivelando la sua vera natura e il suo piano malvagio: fingendo che è stata Della a ferirlo, Lunaris comunica al suo popolo che le preoccupazione di Penumbra erano fondate e che Della era che lo scout di un'armata pronta a invaderli. Ma non potranno invaderli se li invadono prima loro con i progetti che "ha rubato in tempo". Più tardi, Lunaris spiega a Penumbra il perché di questa scelta: non ha intenzione di vivere temendo la Terra come suo padre ne col pensiero che loro siano il corpo celeste principale tra i due. Rivela inoltre che l'averla fatta sua coinquilina è stata una scelta della papera, poiché Penumbra le ricordava il fratello.
Sulla Terra, intanto, Paperino cerca di rilassarsi in santa pace sull'amaca, ma viene costantemente interrotto dai nipoti combinaguai, dallo zio avventuriero e il burbero padre divino del suo coinquilino pasticcione. Ogni guaio che Paperino passa, lo stress gli fa perdere così tante piume da diventare completamente pelato. Preoccupati, e capendo di averlo spremuto come un limone, Paperone, i nipotini e Cicognercole gli organizzano una vacanza in solitaria per i Caraibi dove potrà rimettersi in sesto, senza doverli tirare fuori dai guai ogni minuto. Sul punto di prendere il pullman, Paperino nota la navetta di Della atterrare. Stupito e pieno di speranze, Paperino corre a vedere ma trova la navetta vuota e l'attiva accidentalmente.

## Nulla può fermare Della Duck
- Titolo originale: Nothing Can Stop Della Duck!
- Soggetto: Francisco Angones, Madison Bateman, Colleen Evanson, Christian Magalhaes, Bob Snow
- Sceneggiatura: Colleen Evanson
- Regia: Tanner Johnson

### Trama
Mentre Paperino vola nello spazio sulla Lancia di Selene, Della barcolla verso la villa. Con molto stupore e tante emozioni, i ragazzi e lo zio abbracciano Della, felici di vederla viva e vegeta. Ora che la famiglia è di nuovo riunita, Della non vede l'ora di recuperare il tempo perduto con i ragazzi, ma dieci anni di inesperienza materna non si possono recuperare in un attimo. Qui e Quo, sebbene si accorgano delle sue difficoltà, sanno che ce la sta mettendo tutta, ma Qua sembra essere insicuro di avere una madre perché ormai era abituato a non averla. Della riesce a sentire questa conversazione di nascosto e crede che nessuno la reputi adatta a fare la madre, mentre tutti sono invece d'accordo nel darle un po' di tempo. Prendendosela contro un artefatto del garage, Della attiva un pericoloso robot guardiano di El Dorado. Di principio, Della è felice della cosa, in quanto si dimostrerà brava nel fermare mostri, ma scopre che gli attrezzi che vuole usargli contro sono stati già usati. Poco dopo, sopraggiungono i ragazzi, Paperone e Beakley a soccorrere Della e a fermare insieme il robot, lavorando di squadra come una famiglia che si conosce da anni. Sconfitto il guardiano, Della si ripromette di adattarsi a fare da madre con calma.
Paperino, intanto, naufraga sulla Luna e, utilizzando le stesse gomme all'ossigeno di Archimede usate da Della, riesce a sopravvivere, ma viene catturato dagli ormai bellici Lunari.

## I predatori del Deposito dell'Apocalisse
- Titolo originale: Raiders of the Doomsday Vault!
- Soggetto: Francisco Angones, Madison Bateman, Colleen Evanson, Christian Magalhaes, Bob Snow
- Sceneggiatura: Madison Bateman
- Regia: Matthew Humphreys

### Trama
Quo, Della e Paperone si dirigono alla ormai decadente Deposito dell'Apocalisse di Pico de Paperis, dentro il quale ci sono sufficienti viveri da poter sopravvivere in caso di un'apocalisse mondiale. Il piano di Paperone è quello di convincere i padroni a usare le industrie de' Paperoni per riparare i danni del permafrost. Arrivati a destinazione, Paperone scopre che anche Famedoro concorre per riparare il deposito. Mentre Paperone espone il suo piano di riparazione, si scopre che il Deposito dell'Apocalisse possiede anche l'Albero dei Soldi, e Famedoro incomincia ad avere un goloso interesse al riguardo. Anche Della e Quo sono interessati all'Albero e vogliono vederlo prima che Paperone possa sigillarlo fino alla fine del mondo. Paperone vince l'appalto alle riparazione ma scopre i piani dei nipoti appena nota che il loro mezzo è scomparso assieme a loro, e come se niente potesse andare ancora più storto, Famedoro si ammanetta a Paperone per evitare che possa avere un vantaggio verso l'albero. Tra trappole e incendi, Della e Quo fanno germogliare per sbaglio i semi dell'albero, facendo crescere un enorme albero dorato con banconote al posto delle foglie al centro del bunker. Mentre Famedoro si gongola del fatto che ora Paperone dovrà sborsare di più per le riparazioni, Della riesce a tagliare i rami dell'Albero, ricavando oro senza sborsare nulla dal deposito.

## La formula di Gandra Dee
- Titolo originale: The Dangerous Chemistry of Gandra Dee!
- Soggetto: Francisco Angones, Madison Bateman, Colleen Evanson, Christian Magalhaes, Bob Snow
- Sceneggiatura: Christian Magalhaes
- Regia: Jason Zurek

### Trama
Fenton Paperconchiglia continua a proteggere la città di Paperopoli da tutti i criminali che la attaccano nei panni di Robopap. Quando però l'azione non chiama, Fenton è un uomo comune per lavora per Paperon de' Paperoni. Un giorno, entrando in un negozio di pezzi di ricambio, incontra Gandra Dee, anch'essa una scienziata, e tra i due scatta la scintilla e organizzano un appuntamento. Fenton chiede aiuto a Qui e Gaia, che erano nelle vicinanze. Quella sera stessa, Fenton va a prendere Gandra e i due cenano presso il laboratorio di Archimede. Durante la serata, a Gandra le cade il telefono e Gaia lo va a prendere, scoprendo però con dispiacere che Gandra è stata assoldata da Mark Becchis per scoprire il progetto segreto di Fenton. Gaia e Qui lo riferiscono a Fenton, che ci rimane male. Proprio in quel momento, sopraggiunge Becchis che dopo aver bevuto un siero di Gandra, diventa estremamente grosso e potente. Fenton lo combatte come Robopap, ma viene sconfitto da Becchis, aiutato da Gandra, rapendo poi Gaia e Qui e se ne va. Fenton deve ora salvare i ragazzi senza l'armatura in quanto è danneggiata, aiutato da Gandra. I due, grazie al progetto segreto di Fenton, riescono a sconfiggere Becchis e salvare Gaia e Qui.

## Il ritorno di Darkwing Duck
- Titolo originale: The Duck Knight Returns!
- Soggetto: Francisco Angones, Madison Bateman, Colleen Evanson, Christian Magalhaes, Bob Snow
- Sceneggiatura: Francisco Angones
- Regia: Tanner Johnson

### Trama
La serie di cui Jet è un fan, Darkwing Duck, si concluse con un cliffhanger che non trovò mai conclusione: la scoperta di un sosia malvagio dell‘eroe da parte di questi. Jim Starling, l'attore che interpretava Darkwing, ora ridotto a fare comparse per inaugurazioni di negozi, scopre da Jet e Quo che gli studi de' Paperone stanno organizzando un film revival dello show. I tre sono invitati a vedere il trailer. A Jet non piace poiché non ha gli stessi tratti della serie, a Quo non piace perché poco allegro e Starling, di principio felice dello stile del film, si arrabbia nello scoprire che non avrà la parte del protagonista, data a un fan presente a un'inaugurazione, fisicamente simile a lui: Drake Mallard. Jim, quindi, decide di sabotare il film con l'aiuto di Jet, rinchiudendo Drake nella sua roulotte e prendendo il suo posto. Jet esegue il piano, ma scopre che l'attore è un vero fan sfegato della serie quanto lui e che anche lui la pensa come il pilota sulla questione del film, ma che potrebbero sistemarlo e rendere partecipe Jim al progetto, ma questi rinchiude l'attore in uno sgabuzzino, perdendo completamente la testa e decidendo di fare il film a tutti i costi. Quando Drake si libera dallo sgabuzzino e affronta il vecchio Darkwing, indossando un suo costume, i due iniziano uno scontro che manda a fuoco il set. Jet tenta di fermarli, rendendo Jim lucido per un momento, salvando i suoi due fan da un'esplosione nel quale rimane coinvolto. Lo scontro tra i due Darkwing, registrato, si rivela essere stato corrotto e il film viene cancellato. Jet, quindi, consiglia a Drake di diventare un vero supereroe e ispirare come è successo a loro un'altra generazione di fan dell'eroe. Intanto, si scopre che Jim Starling è sopravvissuto, è ritornato pazzo e la sua tuta ha perso il suo colore tinto, diventando gialla: Darkwing Duck è morto, lunga vita a Negaduck.

## Buon compleanno, Tonty!
- Titolo originale: Happy Birthday, Doofus Drake!
- Soggetto: Francisco Angones, Madison Bateman, Colleen Evanson, Christian Magalhaes, Bob Snow
- Sceneggiatura: Francisco Angones, Bob Snow
- Regia: Matthew Humphreys

### Trama
Mentre Della e Qui si avventurano nel magico mondo dei videogiochi, Qua impara una grande lezione da parte di Doretta: mai fidarsi di Doretta. Quando però Doretta scopre che Qua vuole genuinamente diventare come lei, questa decide di liberarlo, ma solo se la porterà alla festa di compleanno di Tonty, dove si deve presenziare con un membro della famiglia. A malavoglia, Qua la accompagna, spacciandola per sua zia. Tuttavia, il motivo della presenza di Doretta è perché vuole portarsi via le buste per gli ospiti piene d'oro. Alla fine, quando Tonty smaschera diverse coppie famigliari fasulle, rimangono solo Qua e Doretta, Famedoro e il suo figliolo Bombosqualo (un pupazzo ventriloquo) e Mark e suo figlio BOID (in realtà un robottino). Per poter accaparrarsi la refurtiva, Qua e Doretta pianificano un piano per smascherare anche i "figli" di Famedoro e Mark e rimanere soli. Smascherati Bombosqualo e BOID e cacciati via Famedoro e Mark, Tonty dà la colpa a Qua di aver rovinato tutto e lo fa attaccare dall'appena riprogrammato BOID. Doretta, avendo instaurato un rapporto con Qua, decide di salvarlo. Tonty, quindi rivela che questo era solo un test e che Qua ha vinto: lui potrà avere tutte le buste, mentre Tonty avrà Doretta come sua nuova nonna. Tuttavia, Qua decide di liberarla e riprogramma BOID per dare finalmente una punizione a Tonty e liberare i suoi genitori, ma Doretta gli rammenta della sua grande lezione di prima, e lo deruba delle buste piene d'oro, ma decide di tenere una foto ricordo di Qua accanto a quella di Paperone, essendosi affezionata veramente al ragazzo.

## Che fine ha fatto Paperino?!
- Titolo originale: What Ever Happend to Donald Duck?!
- Soggetto: Francisco Angones, Madison Bateman, Colleen Evanson, Christian Magalhaes, Bob Snow
- Sceneggiatura: Colleen Evanson
- Regia: Jason Zurek

### Trama
Paperino è reso prigioniero dei Lunari e il malvagio Generale Lunaris ne approfitta per affermare i loro timori grazie all'incomprensibile voce di Paperino e dichiara che il prossimo mese attaccheranno. Affinché Penumbra mantenga il silenzio su ciò, Lunaris la aumenta di grado. Approfittando di un momento di distrazione, Penumbra si allea con Paperino per sabotare le navette di combattimento dei Lunari, in modo da non dar inizio a questa stupida guerra. Con un po' di difficoltà, Paperino e Penumbra giungono nell'hangar principale di Lunaris, dove scoprono che il malvagio generale aveva già programmato l'invasione sin da prima dell'arrivo di Della ma che non era riuscito a programmare navette adatte ad affrontare la pressione dello spazio, fino all'arrivo di Della e della sua Lancia di Selene. I due sono scoperti e dopo aver neutralizzato Penumbra, Lunaris attacca Paperino su una navetta di prova, dove Paperino prima tenta di mandare un SOS poi entra nel mezzo e si lancia nello spazio. Lunaris non gli dà la caccia poiché convinto che non possa sopravvivere al lancio, ma la pura forza di volontà nel salvare la sua famiglia, dà a Paperino quel che serve per non ridursi a brandelli.
Sulla Terra, intanto, Quo e Gaia cercano di coinvolgere Paperone nel risolvere nuovi e inventati misteri oscuri della loro famiglia, ma Paperone rifiuta. I due, quindi, si dedicano a scoprire il mistero del perché la posta mandata a Paperino è stata recapitata al mittente. Molte delle lettere, inoltre, provengono da una tale di nome Jones, che minaccia Paperino di dargli dei soldi. Entrati nella sua abitazione, Quo e Gaia scoprono che Jones è anche al corrente di tutto ciò che è accaduto di brutto su Paperino. I due sono però scoperti e rinchiusi in uno sgabuzzino e, non appena sopraggiunge Paperone, scoprono che Jones è il terapista della gestione della rabbia di Paperino e che le lettere minacciose erano per il pagamento arretrato. Alla domanda del perché i colloqui con Jones paiono non avere successo, in quanto Paperino è sempre una persona irascibile, Jones spiega che la sua rabbia deriva dal fatto che teme che il mondo ce l'abbia con lui e che gli potrebbe portare via i suoi cari, perciò ha incanalato la rabbia verso il suo amore per la famiglia. Mentre Paperone e i ragazzi tornano a casa, Paperone riceve l'SOS, ma a causa delle interferenze comprende solo che dovrebbe ritornare tra un mese.

## Un sogno misterioso
- Titolo originale: A Nightmare on Killmotor Hill!
- Soggetto: Francisco Angones, Madison Bateman, Colleen Evanson, Christian Magalhaes, Bob Snow
- Sceneggiatura: Colleen Evanson
- Regia: Tanner Johnson

### Trama
Violet, Lena, Gaia, Qui, Quo e Qua si stanno preparando a un pigiama party, assicurandosi che nulla di terribile possa accadere. Lena è però convinta che cambiare pagina da cattiva a buona non sia tanto facile per lei, anche se tutti i suoi amici sono positivi su ciò. Col passare del tempo, i ragazzi si accorgono che Lena non sta dormendo tanto in questi giorni e la ragazza tende spesso a sorvolare tale argomento. Quando tutti vanno a dormire, i ragazzi si risvegliano subito dopo in un'insolita isola deserta, capendo pian piano che stanno tutti condividendo un sogno. Quando Violet riesce a collegare il tutto con il poteri di Lena indeboliti dall'insonnia, Lena rivela che ha cercato di evitare di dormire per non fare più brutti sogni legati a sua zia. Pian piano, però, gli incubi di Lena diventano reali, mentre tenta di nasconderli vagando di sogno in sogno con i ragazzi, ma finisce col cascarci dentro, trascinando tutti gli altri con sé. Nell'incubo, tutti sono nel maniero di Amelia al Vesuvio, dove Lena si sta trasformando lentamente nella stessa fattucchiera. Quando i ragazzi raggiungono Lena, la scambiano per Amelia e l'attaccano, finché non si accorgono del loro errore e la salvano dai suoi timori. Quando però i ragazzi si risvegliano, notano un drone alla finestra e inseguendolo scoprono che Amelia era effettivamente la diretta responsabile degli incubi di Lena tramite un marchingegno. A questo punto, Lena comprende che senza di lei e l'amuleto, Amelia non ha più poteri magici. Distrutto il marchingegno, Lena e gli altri lasciano Amelia, che si ripromette che gliela farà pagare cara quando ritorneranno una cosa sola.

## Un'avventura leggendaria
- Titolo originale: The Golden Armory of Cornelius Coot!
- Soggetto: Francisco Angones, Madison Bateman, Colleen Evanson, Christian Magalhaes, Bob Snow
- Sceneggiatura: Christian Magalhaes, Bob Snow
- Regia: Matthew Humphreys

### Trama
I gemelli e Gaia sono in gita a Forte Paperopoli, luogo dove ebbe inizio la città fondata da Cornelius Coot. Quando i ragazzi si stanno annoiando, Gaia rivela di aver preso il diario di Della e aver scoperto che i primi invasori di Paperopoli, stavano cercando l'armeria segreta di Cornelius, piena zeppa di tesori. Tuttavia, i quattro non sono gli unici a cercare l'armeria: anche Ma', Boxy e Burger Bass sono alla ricerca di tale armeria, lasciando da solo l'incapace Pico Bass. Offeso, Pico decide di seguire i ragazzi e dimostrarsi in grado di essere un leader. Intanto, i giovani paperi trovano dietro la targa della statua di Cornelius un passaggio segreto. Dopo aver superato trappole di ragni, i ragazzi sono propensi a rinunciare, ma come scoprono di essere in gara con Pico nel trovare il tesoro, i paperi non si tirano indietro. Raggiunta finalmente l'armeria prima di Pico, i ragazzi scoprono che il tesoro, altro non è che un magazzino di granoturco. Poco dopo, i quattro sono catturati dai Bassotti, che avevano seguito Pico e catturano i ragazzi. Intanto, Della deve compiere un'acrobazia aerea, ma prima deve superare l'incompetenza di Jet, insegnandoli a non far schiantare un aereo, senza successo, arrivando a schiantarsi pure sottoterra, dove salvano i ragazzi dai Bassotti. Mentre Della cerca di consolare Gaia per la caccia al tesoro malriuscita, Pico Bass sbuca dal nulla, rivelando di aver addomesticato di ragni e che ha intenzione di farla pagare a chi lo considerava un inetto. Subito dopo, accendendo una miccia, Gaia scopre che il granoturco si trova sopra delle pentole giganti, in modo che, quando diventino pop-corn, il rumore emula esplosioni: l'Armeria era solo un diversivo. Liberati Jet e i ragazzi, i paperi tornano subito sull'aereo che Jet, su consenso di Della, schianta fuori dalla caverna, mentre i Bassotti sono investiti da una carica di pop-corn ma sono salvati da Pico, che ritorna nella banda. Forte Paperopoli è di nuovo centro di turismo, ora che è sono state fatte nuove scoperte a riguardo del furbo fondatore.

## Tempesta temporale
- Titolo originale: Timephoon!
- Soggetto: Francisco Angones, Madison Bateman, Colleen Evanson, Christian Magalhaes, Bob Snow
- Sceneggiatura: Madison Bateman
- Regia: Jason Zurek

### Trama
Un uragano sta passando sopra Paperopoli. Mentre i paperi si organizzano nella Villa, Qua si comporta in maniera strana e sospetta. Jet, infatti, scopre che Qua sta viaggiando nel tempo con la vasca temporale di Archimede per rubare tesori dal passato. Qua mostra quindi a Jet la sua idea: prendere oggetti di valore dal passato affinché non vadano persi nel tempo. Durante una dimostrazione pratica nella preistoria, però, Qua trascina con sé nel presente anche un giovane cavernicolo di nome Bubba. Bubba vien ritrovato dagli altri paperi, che tentano di tranquillizzarlo, ma il cavernicolo continua a entrare in contatto con la tecnologia e la modernità, imparando velocemente a utilizzarla (con grande fastidio da parte di Qui). Qua, aiutato da Jet, intanto, rubano un altro tesoro ai pirati e, al ritorno, scopre di Bubba e le cose continuano a peggiorare quando appaiono altri intrusi temporali. Qua fa di tutto per nascondere la cosa, ma quando Archimede sopraggiunge anche lui dal nulla a spiegare che l'uragano deriva dal sovraccarico dell'utilizzo della sua vasca temporale rubata. Inutile dire che i paperi hanno già capito che uno dei ragazzi è dietro tutto questo e vanno a investigare. Mentre Qua e Jet cercano di riportare al loro posto i tesori, Qui tenta di studiare Bubba, cercando di capire come mai è così diverso come descritto dai libri, e le cose non migliorano quando si mette a cavalcare un triceratopo come un toro alla corrida, ma riesce a chiudere un occhio quando Bubba e il dinosauro lo aiutano a sbaragliare l'orda di intrusi temporali. Inoltre, i paperi scoprono che la tempesta non sta portando gente del passato nel presente ma anche viceversa. Della scopre che Qua è il responsabile di tutto questo e si arrabbia immensamente, ma viene trasportata nel passato con gli altri. Rimane solo Qua, che fa calmare la tempesta facendo tornare tutti a casa con l'aiuto di Bubba, riportando quindi anche la sua famiglia nel presente. Sembra tutto a posto, ma Della non perdona tanto facilmente Qua per la sua irresponsabile scelta di arricchimento facile e lo mette in punizione. Il giorno dopo, la tesi di Qui sui cavernicoli facili alla modernizzazione viene rifiutata, ma i ragazzi fanno un'interessante scoperta: Bubba si è portato dietro un bastone della famiglia e presuppongono correttamente che Bubba sia il capostipite dei de' Paperoni.

## Scontro tra famiglie
- Titolo originale: GlomTales!
- Soggetto: Francisco Angones, Madison Bateman, Colleen Evanson, Christian Magalhaes, Bob Snow
- Sceneggiatura: Colleen Evanson
- Regia: Tanner Johnson

### Trama
Qua è ancora in punizione, quando Paperone invita gli altri ad aiutarlo a concludere la sua scommessa con Famedoro entro i due restanti giorni. Nel frattempo, Famedoro sta facendo un patto con i Bassotti, chiedendogli di unirsi a lui per prendere tutto a Paperone, in quanto ha capito che la forza del suo nemico dipende dalla sua famiglia e per batterlo, serve una famiglia altrettanto numerosa e unita. Dopo un po' di diffidenza, i Bassotti decidono di unirsi e alla "famiglia" si uniscono anche Mark Becchis, Don Massacre e Amelia. Intanto, Qua tenta di evadere dalla villa e raggiungere i suoi, ma è bloccato costantemente dal robot di sicurezza riprogrammato dalla madre, il quale viene distrutto facilmente dai Bassotti, mentre la linea telefonica viene bloccata da Mark e Archie viene spazzato via dalle pozioni di Amelia, confinando Qua da solo in casa e senza possibilità di chiedere aiuto. Quando però la squadra di Famedoro viene a scoprire che non hanno avversari da combattere, sul punto di prendersela con Famedoro, questi replica che comunque loro si sono riuniti, e che è stata comunque conseguita una vittoria apparentemente impossibile da fare. Il gruppo, quindi, organizzando sul da farsi, arrivano alla conclusione che la scommessa potrebbe vincerla comunque Paperone e che, se verrà distrutto, la sua ricchezza andrà alla sua famiglia. Qua, quindi, chiede di unirsi alla loro famiglia, per aiutarli a vincere. Quando giunge il giorno finale, i Paperi si scontrano con la famiglia di Famedoro davanti al Deposito e quando Qua esce allo scoperto, rivela che Famedoro ha vinto la scommessa: con i bottini di tutti i cattivi combinati, Famedoro ha adesso molti più soldi di Paperone. Tuttavia, Qua rivela che siccome legalmente Famedoro non esiste (essendo il suo nome di battesimo Duke Salame), i soldi vanno al nuovo partner del riccastro, che ha dichiarato essere Qua, ergo Famedoro non ha niente. Furiosi, i Bassotti, Amelia, Mark e Massacre se la prendono contro Famedoro, che fugge via. Della si congratula con Qua per il suo gran piano, ammettendo che è quello in cui è più bravo, e gli chiede di dare i soldi a Paperone, in modo da porre fine alla scommessa. Tuttavia, il paperotto non sembra voler fare lo scambio.

## Il papero più ricco del mondo!
- Titolo originale: The Richest Duck in the World!
- Soggetto: Francisco Angones, Madison Bateman, Colleen Evanson, Christian Magalhaes, Bob Snow
- Sceneggiatura: Madison Bateman
- Regia: Matthew Humphreys

### Trama
Qua è restio al cedere la ricchezza di Famedoro e di Paperone al prozio. Incredibilmente, Paperone non se la prende e "aspetterà quando Qua tornerà strisciando da lui a restituirgli i soldi", sapendo che Qua non resisterà a un giorno di lavoro da multi-trilionario. La vita di Qua procede alla grande, anche se i Buzzard gli danno fastidio decidendo cosa tagliare o tenere dei costi, tagliando così le spese alle difese magiche di un'isola deserta e sperduta, ma come vengono effettuati i tagli, Qua è obbligato dalla Gufenson (ora sua segretaria) a controllare cosa ha tagliato. Accompagnato da Jet, Manny (l'assistente di Archimede) e Gufenson, Qua investiga sull'isola, trovandoci la prigione di un gigantesco zombie, il Gongoro. Gongoro attacca senza pietà Qua, non mollandolo un secondo e inseguendolo pure oltremare quando si da alla fuga. Paperone, invece, volendo passare il tempo a oziare, decide di non starsene con le mani in mano e tenta di rifarsi un'altra fortuna, ricominciando da capo, ma non ha tanta fortuna come lustrascarpe e, al ritorno di Qua, scopre del Gongoro, spiegandogli che, nel 1960, quando finalmente divenne il più ricco del mondo, Gongoro iniziò a dargli la caccia finché non "guadagnerà l'unica cosa che non ha", ma non avendo mai capito la maledizione, Paperone lo confinò sull'isola con la magia. Quando Qua si ritrova con le spalle al muro, in procinto di essere schiacciato, il ragazzo ammette che non merita di essere il papero più ricco del mondo. A quel punto, il Gongoro smette di essere furioso: Qua ha guadagnato ciò che non aveva, l'umiltà. Qua decide di imparare per bene tale lezione, lustrando le scarpe a Gongoro e cedendo tutte le sue ricchezze a Paperone che, mostrando anche lui l'affetto famigliare che ancora non aveva quando fu inseguito dal Gongoro, spezza a sua volta la maledizione.
Intanto, Della tenta di contattare Penumbra per sapere come mai i Lunari non sono ancora giunti con le loro navette, in quanto ha preparato ogni singola cosa per ospitarli, scoprendo inoltre che i suoi SOS non arrivarono mai alla Terra. Con la radio in frantumi, Quo tenta di aiutarla con il messaggio presentandola nel suo night-show, ma finisce con il metterla a disagio, quando Quo ipotizza (correttamente) che Penumbra non le ha mai voluto bene. Quando Della decide di rinunciare a mandare un messaggio, riesce a ricevere un messaggio da parte di Penumbra (grazie a Qua che tagliava fondi, diversi satelliti ora permettono ai messaggi della Luna di passare), che la informa che il Generale Lunaris sta per invadere la Terra e il suo obbiettivo principale è la sua famiglia.

## Invasione lunare! - Prima parte
- Titolo originale: Moonvasion!: Part 1
- Soggetto: Francisco Angones, Madison Bateman, Colleen Evanson, Christian Magalhaes, Bob Snow
- Sceneggiatura: Madison Bateman, Colleen Evanson
- Regia: Jason Zurek

### Trama
Diverse Lance di Selene atterrano a Paperopoli e, dopo un tentativo di contatto da parte di Robopap, i Lunari si dimostrano fin da subito non propensi a un patteggiamento. Paperone raggruppa Della, i ragazzi, Tata e Archimede al deposito, dove scoprono che purtroppo le loro migliori armi sono già state neutralizzate. Il Generale Lunaris informa Paperone che sa che lui è l'unico terrestre che può fermarlo, ma sa anche che ha un facile punto debole: la sua famiglia. Servono rinforzi: Archimede, quindi, lascia andare in giro per la città un esercito di Edi in cerca di alleati. Per proteggere i ragazzi, Della si offre di portarli in giro per il globo a bordo dell'aereo di Jet. All'appello degli Edi vengono chiamati Jet, Darkwing Duck, Archie, Lena, Violet, Robopap, la madre di Fenton, Manny, e Miss Paperett; all'appello di Della e i ragazzi, invece, vengono avvertiti Djinn, i seguaci di Thot-Ra, Selene e Cicognercole, ma Della non ha il tempo di scendere a terra e farli salire a bordo, in quanto le truppe di Lunaris sono già giunte. Intanto, Paperone sta cominciando l'assalto alla sua Villa, dove Lunaris ha posizionato il suo centro di comando, ingannando i Lunari scambiandosi di vestiti con Darkwing, ma scopre che non esiste alcun centro di controllo: era solo un trucco olografico affinché la nave di Lunaris si posizionasse sul deposito e, grazie al reattore, cambi l'orbita della Terra, in modo che sia lei a diventare il satellite e la Luna il pianeta. Della e i ragazzi precipitano su un'isola deserta e non solo i ragazzi comprendono che Della voleva allontanarli dal combattimento, ma ritrovano anche Paperino.

## Invasione lunare! - Seconda parte
- Titolo originale: Moonvasion!: Part 2
- Soggetto: Francisco Angones, Madison Bateman, Colleen Evanson, Christian Magalhaes, Bob Snow
- Sceneggiatura: Madison Bateman, Colleen Evanson
- Regia: Jason Zurek

### Trama
Della resistenza di Paperone rimangono solo Tata, Paperone, Jet e Manny e la Terra sta pian piano subendo le conseguenze del cambio atmosferico con il Sole coperto dalla Luna. Della e Paperino organizzano un piano per tornare sulla terraferma e aiutare Paperone. A giungere in soccorso dei Paperi giungono Paperoga e Gastone in groppa al gigantesco krill domestico del primo. Paperone, intanto, si ritrova costretto ad appoggiarsi al folle piano di Famedoro, che promette di fermare Lunaris, cosa che, stranamente, ha successo, facendo fuori il reattore. A dare il colpo di grazia, giungono i nipoti, che grazie al Krill di Paperoga e la fortuna di Gastone, fanno ripartire la navetta verso la Luna, ma il generale dei Lunari fa inversione, con l'obbiettivo di distruggere la Terra. Paperone, Paperino, Della e i ragazzi, però, a bordo di una delle Lance di Selene, spiccano il volo verso la nave madre, cercando di distruggere il reattore, ma vengono intrappolati in una gabbia di proiettili e fuoco da Lunaris. In loro soccorso giunge Penumbra, che finisce la nave di Lunaris, salvando Della e gli altri. Lunaris si ritrova bloccato nello spazio, in perfetta orbita con la Terra, diventando (con suo grande orrore) il suo secondo satellite. Penumbra viene salvata e riportata sulla Terra, i Lunari (scoperte le intenzioni del loro generale) si scusano, Paperone cede a Famedoro le sue industrie e la famiglia dei paperi si riunisce dopo tanto tempo.
Tuttavia, nonostante la felice vittoria, qualcun altro sta già tramando nell'ombra: l'organizzazione criminale, nota come la F.O.W.L., che non solo si scopre essere composta da facce note come Becco d'acciaio, Airone Nero, Rockerduck, Macchia Nera e Gandra, ma è capitanata dal consiglio di amministrazione di Paperone: i fratelli Buzzard.